# Phoebe Cary
Pour les articles homonymes, voir Cary.
Phoebe Cary, née le 4 septembre 1824 à Mount Healthy dans l'État de l'Ohio et morte le 31 juillet 1871 à Newport dans l'État du Rhode Island, est une poète, une abolitionniste et une féministe américaine. Sa biographie est indissociable de celle de sa sœur la poète Alice Cary avec laquelle elle a vécu tout au long de sa vie. Toutes les deux sont également des suffragistes qui ont assisté Susan B. Anthony pour la gestion du journal féministe The Revolution (en). Phoebe et Alice Cary sont des animatrices de la vie culturelle new-yorkaise par l'animation d'un salon littéraire qui se tient chaque dimanche soir dans leur demeure.

## Biographie

### Jeunesse et formation

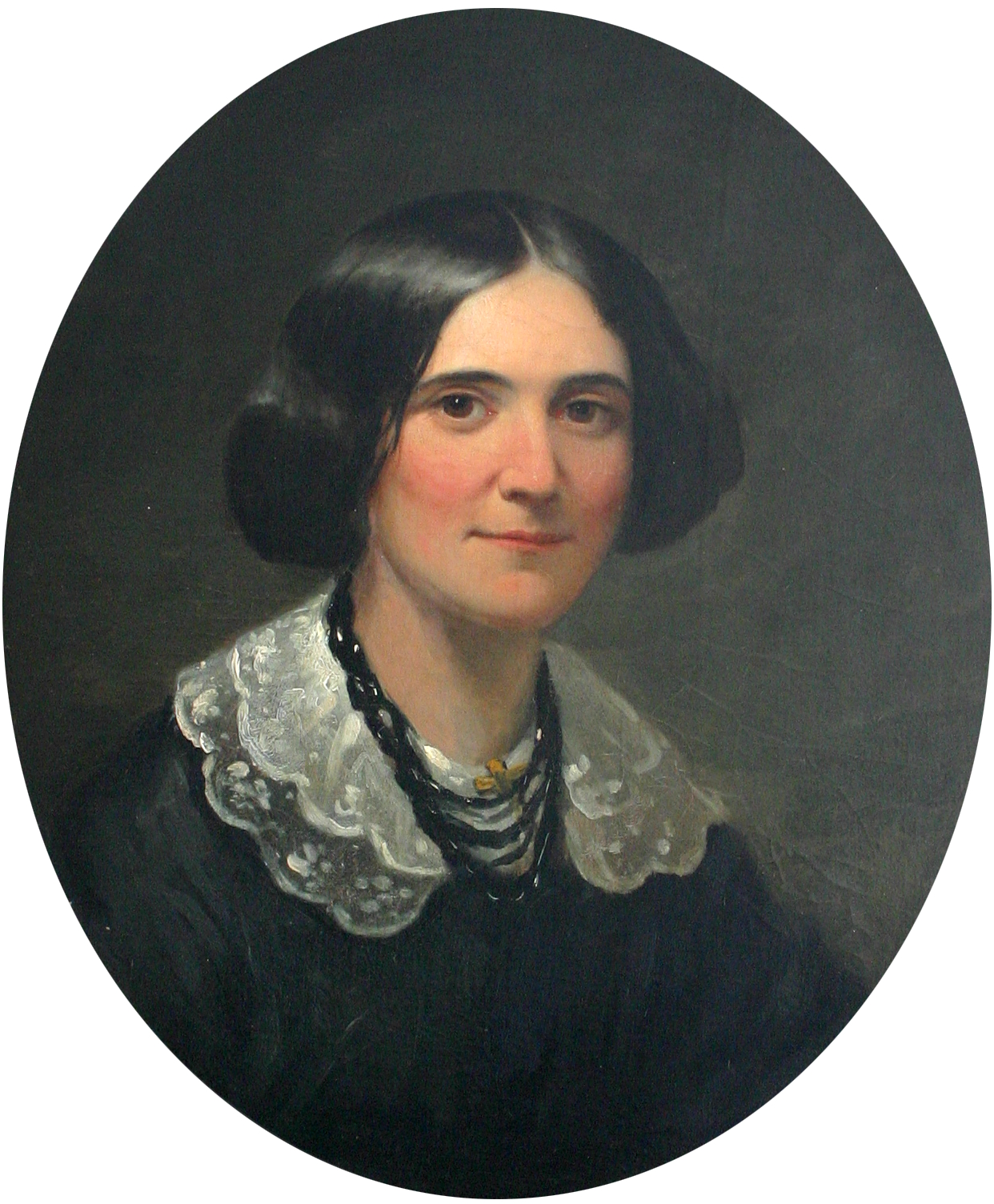
Alice Cary.

#### L'appartenance à une famille illustre
Phoebe Cary est la sixième des neuf enfants de Robert Cary et d'Elizabeth Jessup Cary, une fratrie composée de sept filles (Rowena n. 1814, Susan n. 1816, Rhoda n. 1818, Alice n. 1820, Phoebe n. 1824, Lucy n. 1829 et Elmina n. 1831) et de deux fils (Asa n. 1822 et Warren n. 1826). Ses parents sont des propriétaires terriens dont la ferme est située à proximité de la bourgade de Mount Healthy dans les environs de Cincinnati,,,.
Son père, Robert Cary est issu d'une vieille famille (Famille Cary (en)) qui s'est implantée en Amérique par la venue de Sir Thomas Cary, un cousin de la reine Élisabeth Ire, avec les Pères pèlerins en 1630 dans la colonie de Plymouth ; son ancêtre John Cary y fut le premier professeur de latin. L'un des arrière grand-père paternel de Phœbe Cary est Samuel Cary un médecin diplômé de l'université Yale et son grand-père Christopher Cary s'est installé dans l'Ohio après la guerre d'Indépendance. Et enfin la famille descend de Sir Robert Cary (en) un chevalier du roi d'Angleterre Henri V. Ascendance qui font la fierté d'Alice et de Phoebe Cary,.

#### Une famille unitarienne
Robert Cary et Elizabeth Jessup Cary adhèrent à la théologie dite de l'Universalisme chrétien (théologie) (en) rattachée à l'unitarisme, dont ils suivent l'actualité par la lecture magazine unitarien The Trumpet fondé par Thomas Whittemore (Universalist) (en).

#### Une éducation chaleureuse
Si la vie à la ferme est rude et austère, les parents de Phoebe Cary la compensent par des liens affectifs forts et par une ouverture vers la littérature et le monde. Son père l’amène souvent avec lui en voyage pour lui faire découvrir les beautés qu'offre la nature, il lui apprend à regarder avec un œil de poète. Sa mère l'informe des controverses religieuses, philosophiques, culturelles, politiques et sociales. Phoebe Cary comme ses frères et sœurs ne reçoit qu'une instruction élémentaire auprès de l'école primaire du district qu'elle fréquente de façon irrégulière. Parmi ses lectures préférées, figurent la Bible, un livre d’hymnes, le récit de l'expédition Lewis et Clark, An Essay on Man par Alexander Pope, le roman Charlotte Temple (en) de Susanna Rowson et les numéros du magazine The Trumpet,.

#### La tragédie familiale

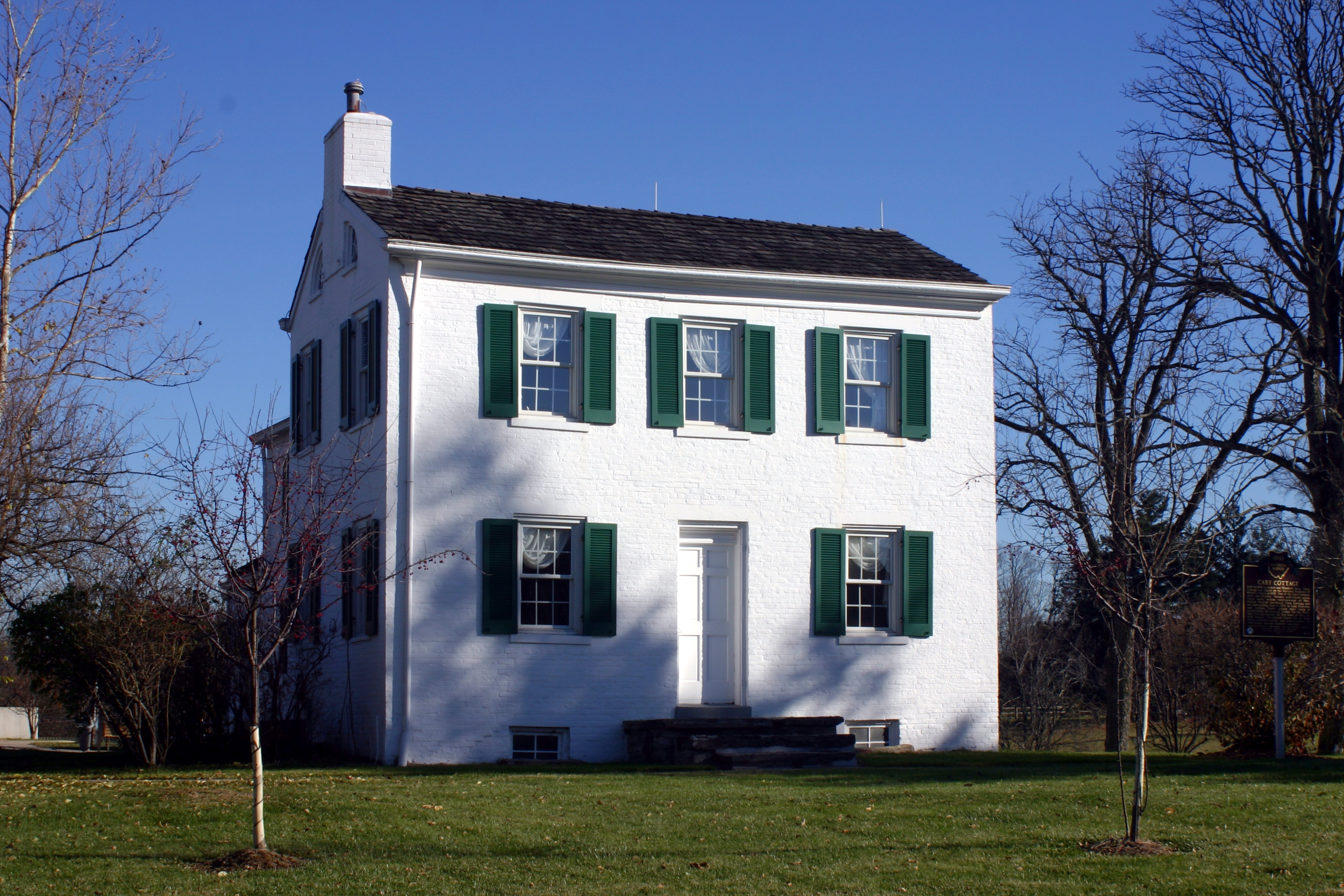
Le cottage construit par Robert Cary et dans lequel Phoebe, Alice et Elmina Cary résideront jusqu'à leur départ à New York.

Deux sœurs de Phoebe Cary décèdent de la tuberculose, Rhoda, le 11 novembre 1833 et un mois après Lucy, le 10 décembre 1833. Puis épuisée, leur mère Elizabeth Jessup Cary s'éteint le 30 juillet 1835, probablement elle aussi de la tuberculose. Tragédies qui frappent profondément Alice et Phoebe Cary qui ne se remettent pas de la perte de leur mère,.
En 1837, leur père se remarie avec une veuve sans enfant. Leur belle-mère ne fait rien pour soulager leur douleur et se montre hostile envers les ambitions littéraires de Phoebe et d'Alice,,.

#### Le rapprochement Phoebe et Alice Cary
Face aux dissensions entre ses enfants et sa nouvelle épouse, Robert Cary construit une nouvelle maison sur ses terres pour s'y installer et laisse l'ancienne demeure aux mains de Phoebe, Alice, Elmina et de ses deux fils. Libres du regard de leur belle-mère, Phoebe et Alice se rapprochent plus que jamais pour se consacrer à l'écriture,.

### Carrière

#### Une notoriété régionale
Alors que Phoebe a 13 ans et Alice 17 ans, les deux sœurs commencent à écrire des poèmes. En 1838, Phoebe Cary envoie un poème à un journal de Boston, sans qu'il y ait de réponse, mais ce poème parait au sein d'un journal de Cincinnati et en même temps, le poème The Child of Sorrow d’Alice Cary est publié dans un magazine universaliste The Sentinel connu peu après sous le nom de Star in the West. C'est le début d'une carrière prolifique pour les deux sœurs.
Au début leurs poèmes paraissent essentiellement dans des journaux locaux tels le The Ladies' Repository (en) de Cincinnati, le Graham's Magazine de Philadelphie, etc., jusqu'au moment où leurs poèmes sont lus par  Gamaliel Bailey (en), le directeur du journal abolitionniste The National Era (en) situé à Washington,.

#### Une notoriété nationale

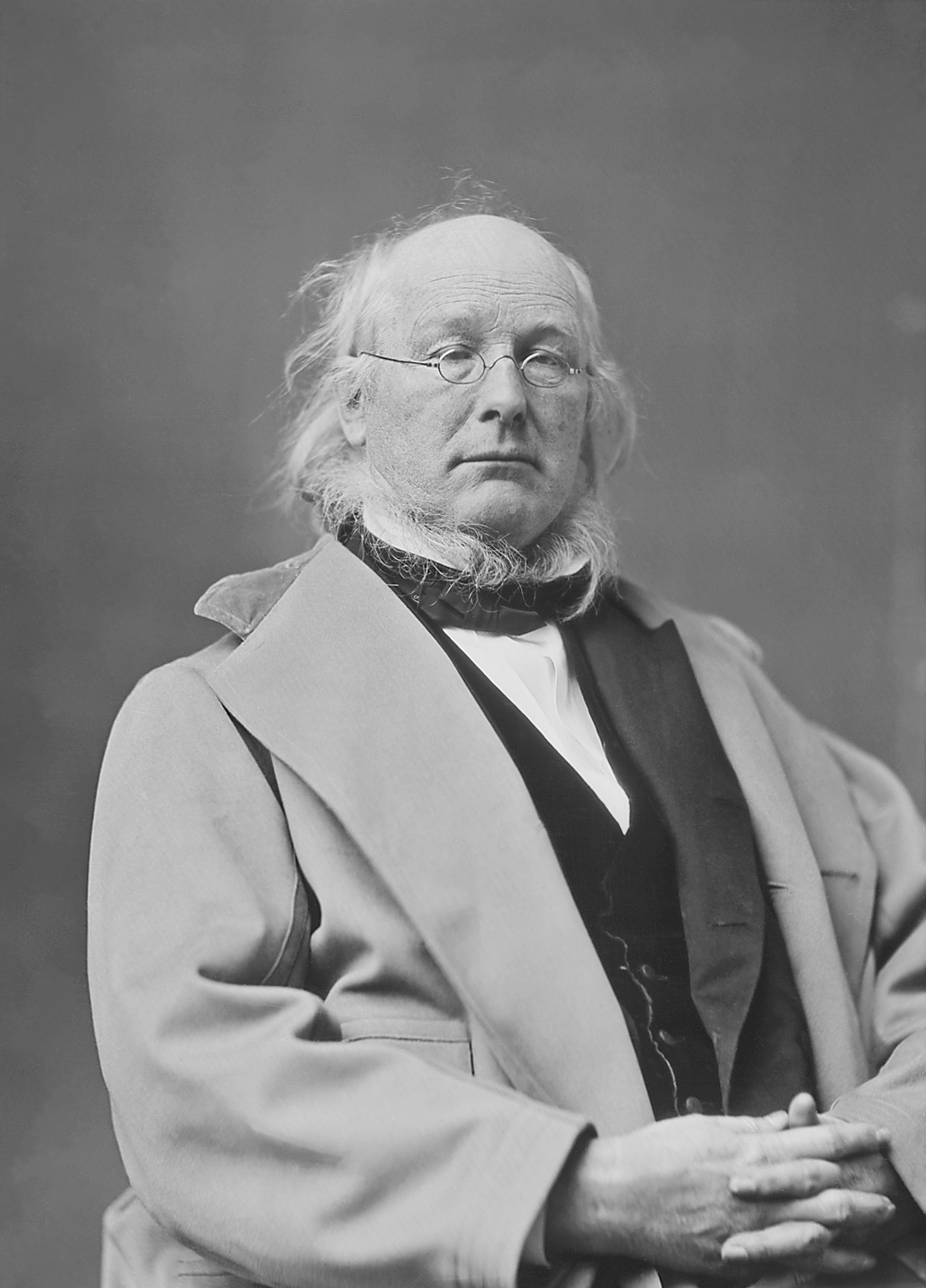
Portrait photographique de Horace Greeley.

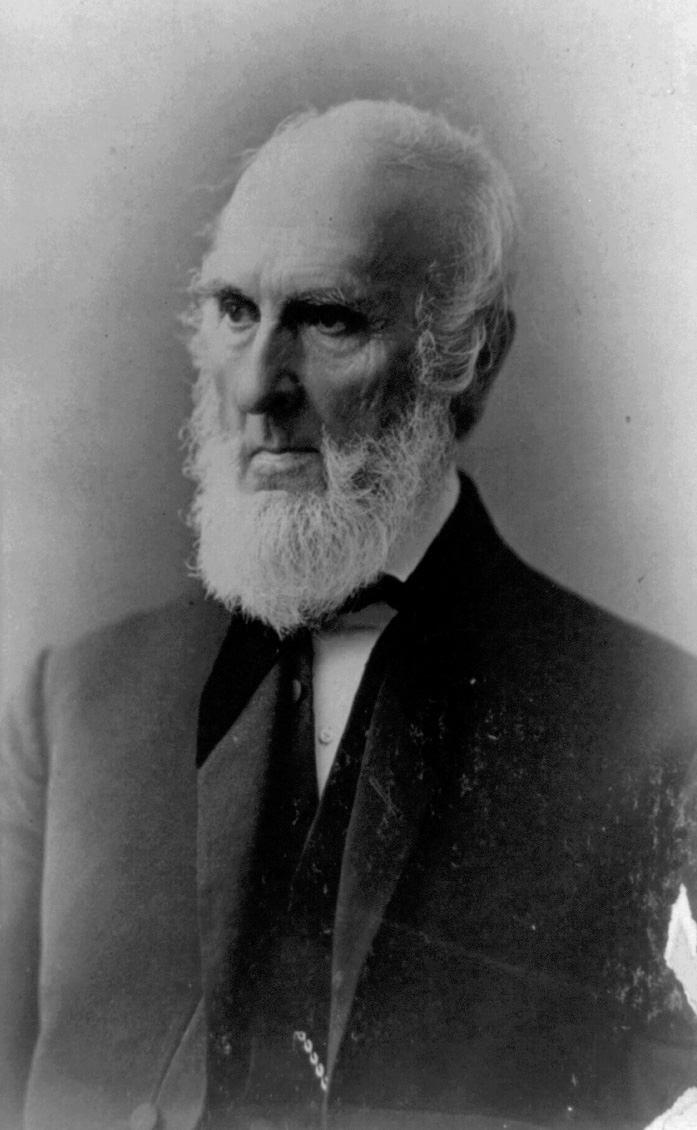
Portrait photographique de John Greeleaf Whittier.

À partir de 1847, Gamaliel Bailey publie régulièrement les poésies des sœurs Cary. Edgar Poe et John Greenleaf Whittier, lecteurs du National Era en font des recensions positives. Si bien qu'en 1849, l'éditeur Rufus Griswold insère leurs poèmes au sein son anthologie The Female Poets of America,,,.
Un soutien se manifeste Horace Greeley, le directeur du New-York Tribune, qui viendra leur rendre dans leur cottage de l'Ohio avant qu'elles partent s'installer à New York.
Gamaliel Bailey use de son influence pour qu'un éditeur de Philadelphie publie le premier recueil de poèmes des sœurs Cary qui est édité en 1850, sous le titre de The Poems of Alice and Phoebe Cary, l'éditeur leur verse un acompte de 100 $,.

#### Les sœurs Cary à New York
Pendant l'été 1850, Phoebe et Alice Cary quittent leur Ohio natal pour de rendre aux capitales littéraires américaines que sont New York et Boston et après, elles rendent visite à celui qui est devenu leur ami John Greenleaf Whittier dont le domicile est à Amesbury. De retour chez elles, elles décident de s'installer à New York pour se consacrer à la seule écriture. Alice déménage en  novembre 1850, Phoebe la rejoint avec leur sœur cadette Elmina au printemps 1851,,.
Pendant qu'Alice Cary publie régulièrement des poèmes au sein du Harper's, de l'Atlantic Monthly, du New York Ledger (en), du New York Weekly (en) et du Packard's Monthly, Phoebe publie ses poésies au sein du Scribner's Monthly (en),, du Galaxy (magazine) (en), et du Putnam's Monthly.

##### Implications dans la vie culturelle new-yorkaise

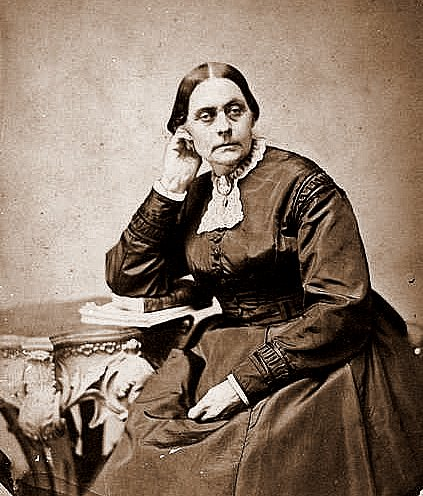
Susan B. Anthony.

En 1856, grâce à leurs économies, les sœurs Cary achètent une résidence sur la 20e rue de New York et ouvrent les portes de leur salon pour organiser leurs soirées du dimanche, soirées qu'elles tiendront jusqu'à leur mort. Les figures de la vie culturelle new-yorkaise se rendent régulièrement à ces assemblées dominicales, parmi celles ci :  Horace Greeley, John Greenleaf Whittier, James T. Fields, Sarah Helen Whitman, William Lloyd Garrison, Elizabeth Drew Stoddard, Mary Mapes Dodge, Mary Louise Booth, Bayard Taylor, Robert Dale Owen, Phineas Taylor Barnum et bien d'autres,,.

##### Engagements sociaux
L'une comme l'autre conservent leur appartenance à l’universalisme et pensent que l'on peut communiquer avec les esprits des morts. Elles ne cachent point leurs opinions abolitionnistes durant la guerre de Sécession, n'avaient-elles pas débuté en étant éditées par un journal abolitionniste, le National Era. Par égard envers leurs amis masculins, elles se montrent discrètes quant à leurs sympathies envers des mouvements en faveur du droit des femmes. Ce qui ne les empêche pas de collaborer au sein de la revue féministe The Revolution fondée et dirigée par Susan B. Anthony dont elles deviennent les assistantes,,.

### Vie privée
Phoebe Cary meurt trois mois après le décès de sa sœur Alice, probablement des suites d'une hépatite et est inhumée au Cimetière de Green-Wood à Brooklyn aux côtés de sa sœur Alice,.

## Œuvres
Quand une œuvre est suivie d'un identifiant ISBN, cela signifie qu'elle a fait l'objet de rééditions récentes sous forme de fac-similé ou non, l'identifiant est celui, en principe, de la réédition la plus récente, sans préjuger d'autres rééditions antérieures ou ultérieures. La lecture en ligne est quand cela est possible la lecture de l'édition originale.

### Recueils de poèmes
- (en-US) Poems and Parodies, Boston, Ticknor, Reed, and Fields, 1854, 221 p. (ISBN 9780530447865, lire en ligne),
- (en-US) Poems of Faith, Hope, and Love, New York, Hurd and Houghton, 1868, 270 p. (ISBN 9781373519085, lire en ligne),

### Recueil de poèmes édités avec les poèmes d'Alice Cary
- (en-US) The Poems of Alice and Phoebe Cary, Philadephie, Moss and Brothers, 1850, 261 p. (OCLC 11226138, lire en ligne),
- (en-US) The Josephine Gallery, Philadelphia, J. B. Lippincott & Co, 1858, 314 p. (ISBN 9780243445592, lire en ligne),
- (en-US) A Memorial of Alice and Phoebe Cary - With Some of Their Later Poems  (préf. Mary Clemmer Ames), New York, Hurd and Houghton, 1873, 678 p. (ISBN 9780526133383, lire en ligne),
- (en-US) Mary Clemmer Ames (dir.), The Last Poems of Alice and Phoebe Cary, New York, Hurd and Houghton, 1873, 326 p. (ISBN 9781330436868, lire en ligne),
- (en-US) Ballads For Little Folk, New York, Hurd and Houghton, 1874, 210 p. (ISBN 9781330373293),
- (en-US) The Poetical Works of Alice and Phoebe Cary, New York, Hurd and Houghton, 1876, 386 p. (OCLC 21049974, lire en ligne),
- (en-US) Early and Late Poems of Alice and Phoebe Cary, Boston & New York, Houghton, Mifflin and Company, 1887, 358 p. (ISBN 9781330724002, lire en ligne),
- (en-US) Katharine Lee Bates (dir.) (préf. Katharine Lee Bates), The Poems of Alice and Phoebe Cary, New York, T. Y. Crowell & Company, 1903, 530 p. (ISBN 9780342901937, lire en ligne),

### Hymnes
- (en-US) Phoebe Cary  &  Charles F. Deems, Hymns for All Christians, New York, Hurd and Houghton, 1874, 280 p. (ISBN 9780469642119, lire en ligne),

## Regards sur son œuvre

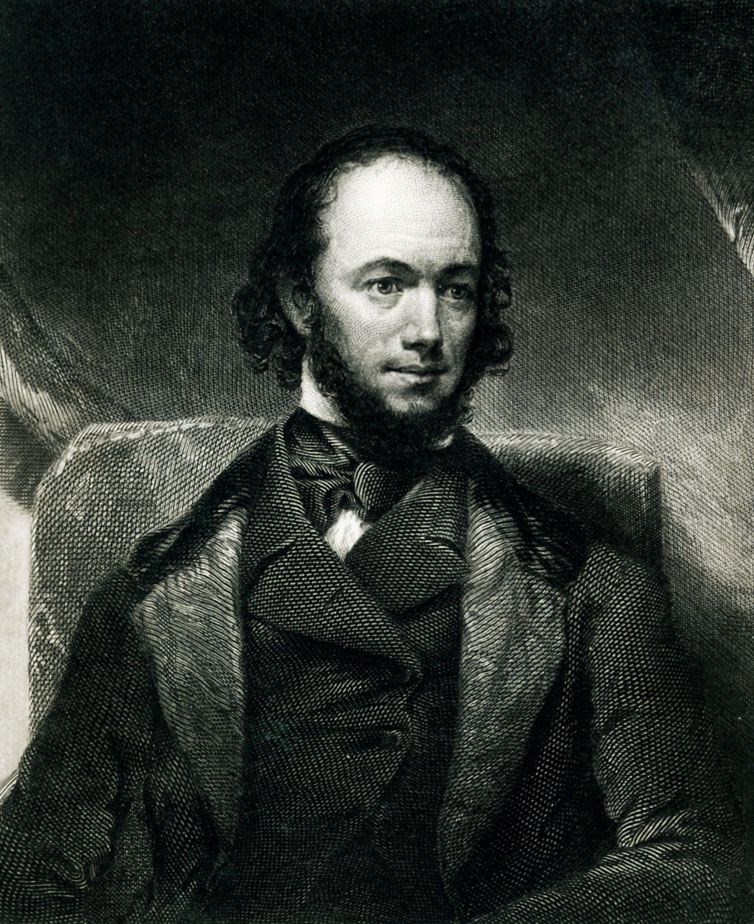
Portrait par gravure de Rufus Griswold.

Selon Rufus Griswold, la poésie de Phoebe sonne juste. Il note qu'elle « écrit avec vigueur, et un esprit plein d'espoir et de générosité … », « plus que sa soeur Alice, les thèmes de ses poèmes se référent à l'expérience commune ». Dans la revue Studies in American Literature de 1898, le critique Charles Noble cite ses poésies comme « l'un des trésors les plus précieux des esprits religieux dans tout le monde anglophone »,.
Selon Jonathan Hall, on ne trouve aucune allusion politique dans sa poésie, elle fait l'éloge de la vie agricole, pastorale contre la vie urbaine.
Selon Mary Clemner Ames, la poésie de Phoebe Cary sont des poèmes de la perte, de la peine, de la solitude tout en étant d'une confiance dans la foi, un mélange d'« espérance et de peur ».